# Día Nacional del Peatón y del Ciclista en defensa de la Madre Tierra
Día Nacional del Peatón y del Ciclista en defensa de la Madre Tierra (Nationella fotgängares och cyklisters dag i försvar för Moder Jord), mer känt som enbart Día del Peatón (Fotgängares dag)  är en årlig händelse som sker nationellt i Bolivia.
Den innebär att all motordriven trafik är förbjuden under den dagen, förutom fordon med specialtillstånd, exempelvis ambulanser, press, polis och transport till och från flygplatser.
Gatorna i städerna fylls med spatserande medborgare samt anordnade aktiviteter för alla åldrar.

## Bildgalleri

### La Paz

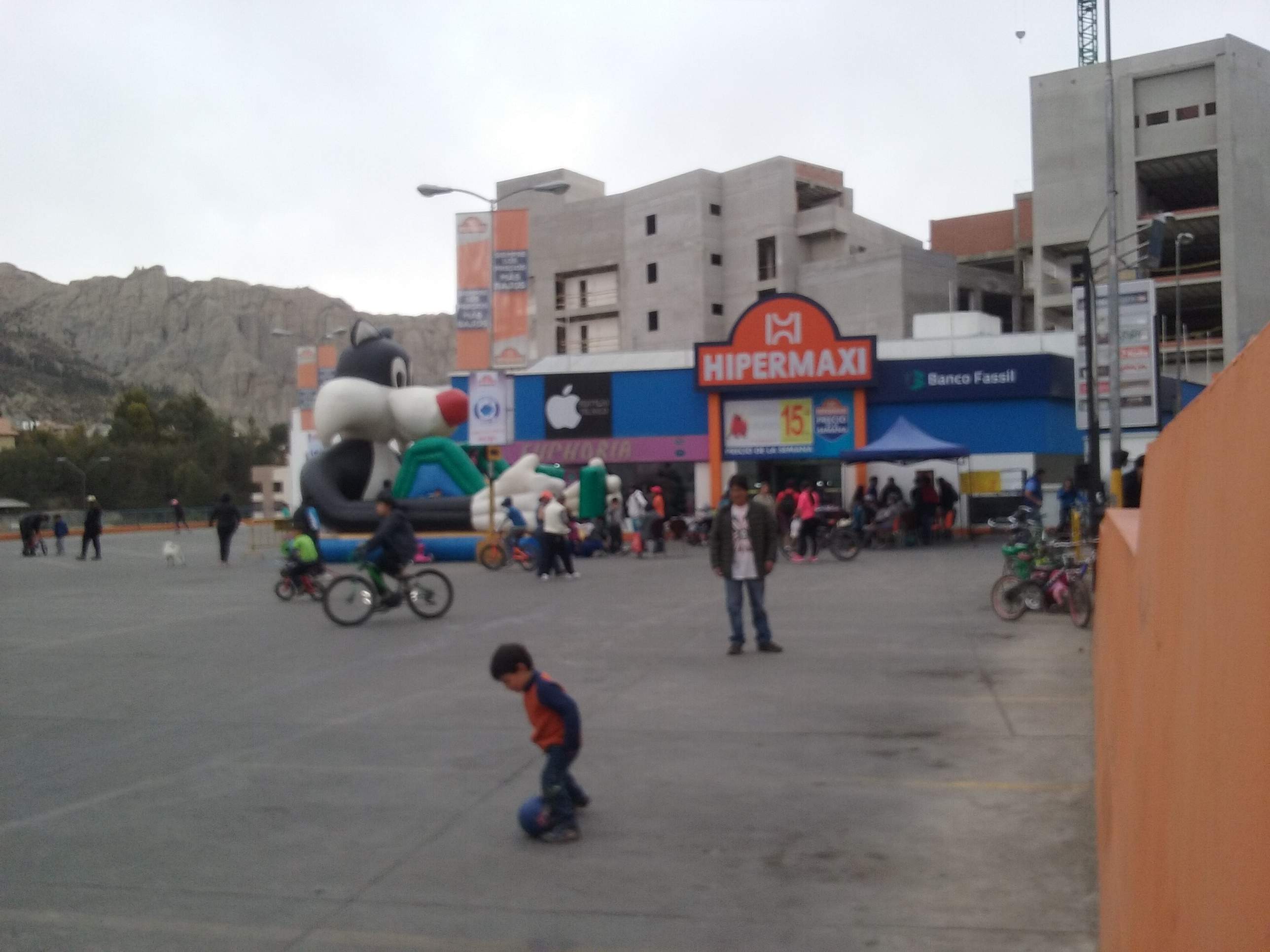
Fotgängares dag vid Hiper Maxi i Los Pinos. Lek och spring på stormaknaders parkeringsplatser
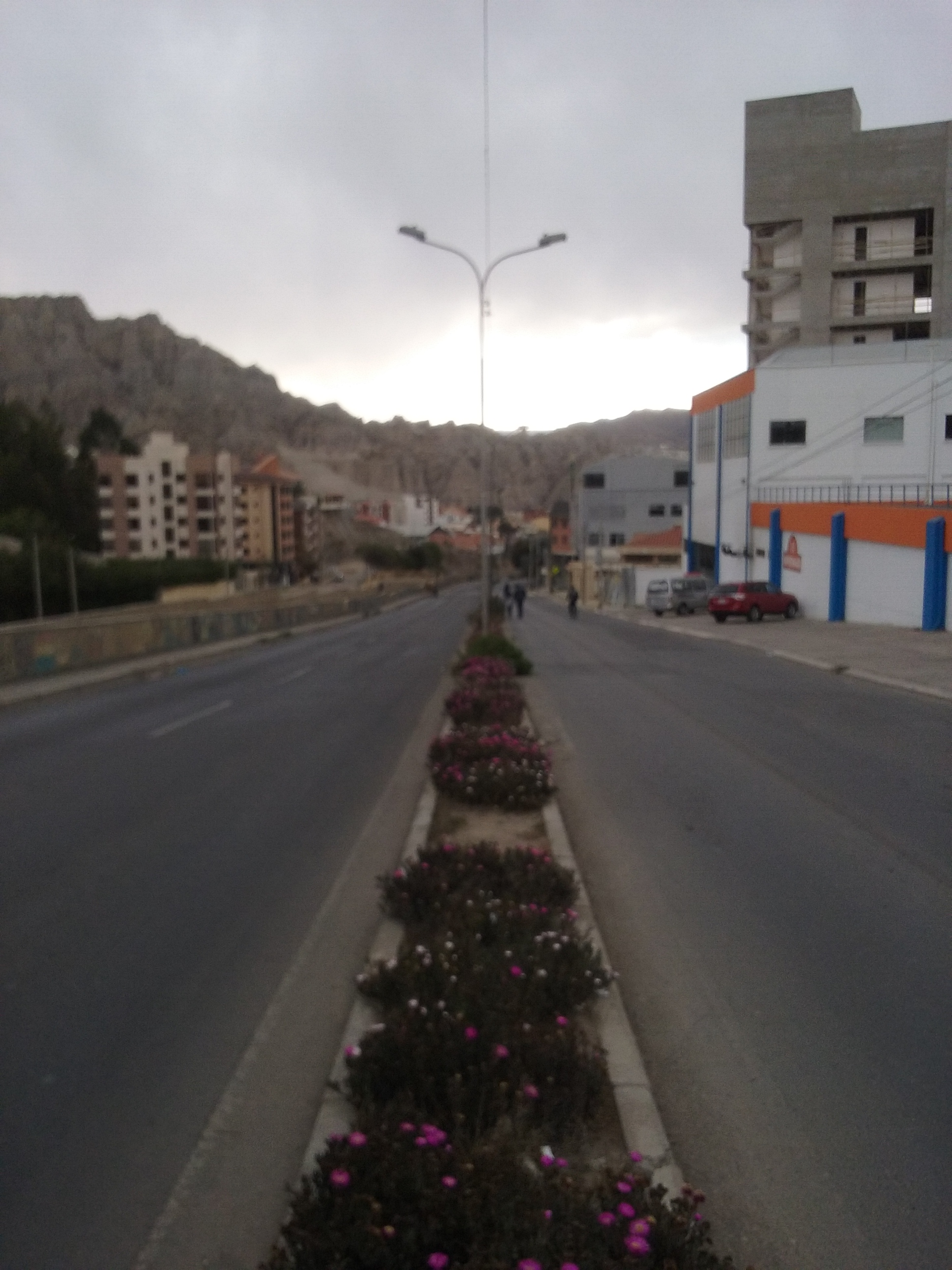
Fotgängares dag vid Costanera-vägen.
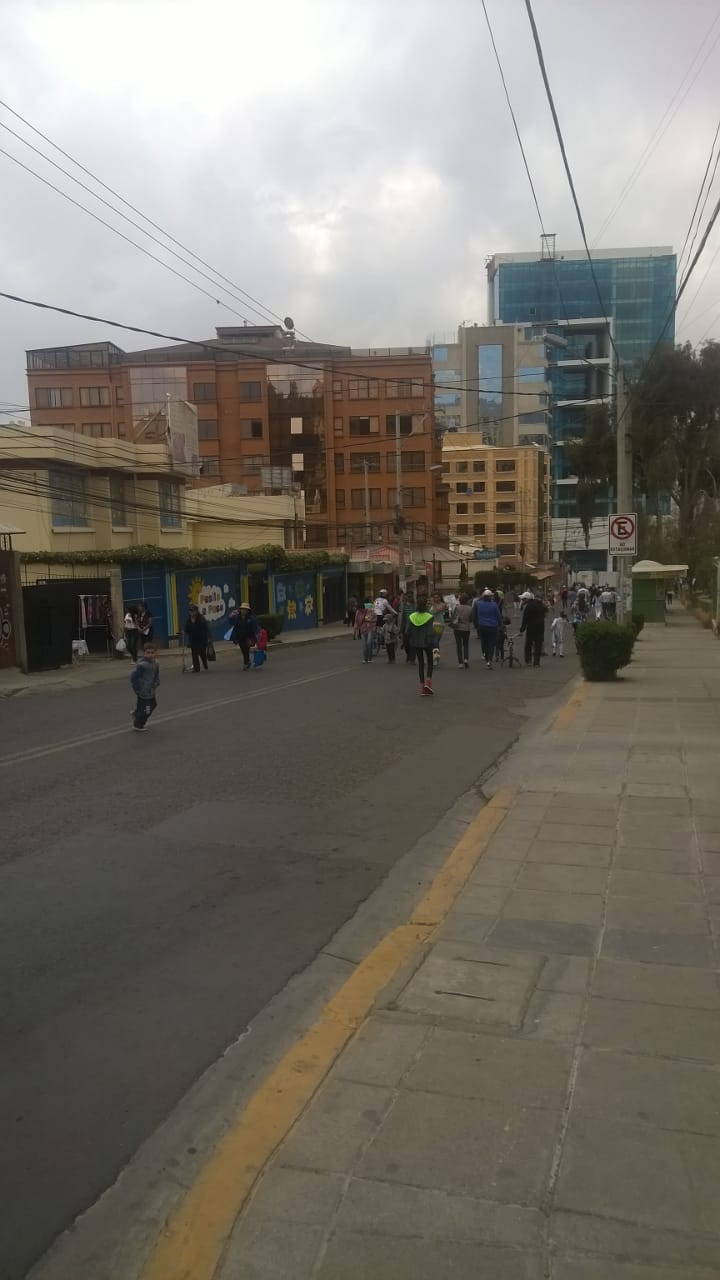
Fotgängares dag vid Aguirre Achá-avenyn.